# 5 000 mètres masculin aux championnats du monde d'athlétisme 1997
Navigation
Göteborg 1995 Séville 1999
L'épreuve du 5 000 mètres masculin des championnats du monde d'athlétisme 1997 s'est déroulée les 8 et 10 août 1997 au Stade olympique d'Athènes, en Grèce. Elle est remportée par le Kényan Daniel Komen.

## Résultats

### Finale
| Rang               | Athlète            | Pays       | Temps          |
| ------------------ | ------------------ | ---------- | -------------- |
| Médaille d'or      | Daniel Komen       | Kenya      | 13 min 07 s 38 |
| Médaille d'argent  | Khalid Boulami     | Maroc      | 13 min 09 s 34 |
| Médaille de bronze | Tom Nyariki        | Kenya      | 13 min 11 s 09 |
| 4                  | Ismaïl Sghyr       | Maroc      | 13 min 17 s 45 |
| 5                  | Dieter Baumann     | Allemagne  | 13 min 17 s 64 |
| 6                  | Bob Kennedy        | États-Unis | 13 min 19 s 45 |
| 7                  | El Hassan Lahssini | Maroc      | 13 min 20 s 52 |
| 8                  | Enrique Molina     | Espagne    | 13 min 24 s 54 |
| 9                  | Manuel Pancorbo    | Espagne    | 13 min 25 s 78 |
| 10                 | Fita Bayissa       | Éthiopie   | 13 min 25 s 98 |
| 11                 | Abdellah Béhar     | France     | 13 min 29 s 10 |
| 12                 | Worku Bikila       | Éthiopie   | 13 min 30 s 02 |
| 13                 | Paul Bitok         | Kenya      | 13 min 30 s 25 |
| 14                 | Dionisio Castro    | Portugal   | 13 min 31 s 74 |
| 15                 | Pablo Olmedo       | Mexique    | 14 min 05 s 59 |

## Légende
Records et Performances
- AR : Record continental (area record)
- CR : Record des championnats (championship record)
- MR : Record du meeting (meet record)
- NR : Record national (national record)
- OR : Record olympique (olympic record)
- PR : Record paralympique (paralympic record)
- PB : Record personnel (personal best)
- SB : Meilleure performance personnelle de la saison (season's best)
- WL : Meilleure performance mondiale de l'année (world leader)
- WJR : Record du monde junior (world junior record)
- WR : Record du monde (world record)

Circonstances et Conditions
- DNF : N'a pas terminé (did not finish)
- DNS : N'a pas pris le départ (did not start)
- DQ : Disqualification (disqualification)
- NM : Aucun essai valable enregistré (No Mark)
- Q : Qualifié « directement » au prochain tour (ou à la prochaine compétition), lors d'une compétition majeure, grâce au classement ou à la réalisation des minima (automatic qualifier)
- q : Qualifié au prochain tour (ou à la prochaine compétition), lors d'une compétition majeure, grâce au repêchage ou à la réalisation de l'une des meilleures performances parmi celles des « non qualifiés directement » (grâce au meilleur temps ou à la meilleure distance par exemple) (secondary qualifier)